# François Fonlupt
François Marie Aimé Marius Fonlupt (ur. 20 grudnia 1954 w Allègre) – francuski duchowny katolicki, biskup Rodez w latach 2011–2021, arcybiskup Awinionu od 2021.

## Życiorys
Święcenia kapłańskie otrzymał 25 marca 1979 i został inkardynowany do archidiecezji Clermont. Przez wiele lat pracował duszpastersko w parafiach archidiecezji, jednocześnie pełniąc funkcje m.in. asystenta kilku katolickich ruchów oraz sekretarza rady kapłańskiej. W 2005 został wikariuszem biskupim, odpowiadając m.in. za formację, dialog międzyreligijny i katechezę.
2 kwietnia 2011 papież Benedykt XVI mianował go ordynariuszem diecezji Rodez. Sakry biskupiej udzielił mu 5 czerwca 2011 abp Robert Le Gall.
11 czerwca 2021 papież Franciszek mianował go arcybiskupem Awinionu. 